# Château de Saint-Trys
Le château de Saint-Trys est situé sur la commune d'Anse, dans le département du Rhône. Il est environné de bois. Depuis la terrasse, on découvre un vaste panorama sur la vallée de la Saône.

## Historique
Le premier seigneur de Saint-Trys est Pierre Scarron (1536 - 1607), conseiller et maître d'hôtel du roi, prévôt des marchands de Lyon,  Pierre, chevalier, trésorier de France, épouse Françoise David puis Urbain, oncle du poète Paul Scarron, hérite de la propriété.
Jean-Baptiste Giraud, alors bourgeois de Lyon, achète le domaine en 1672. Jean (1729 - ), écuyer, époux de Claudine Barthélemy Croppet de Varissan, est incarcéré aux Recluses en 1794, son fils Georges-Marie, est son héritier.
La famille Giraud possède Saint-Trys jusqu'en 1876.
De nos jours, le comte Dorick de Brosses et la comtesse Sybille, née Durand de Gevigney, accueillent au château des événements professionnels et privés.

## Armoiries
- Scarron : d'azur à la bande bretessée d'or
- Giraud : de gueules au mors d'argent, à la bordure denchée d'or
- de Brosses : "3 trèfles d'or sur fond d'azur"

## Architecture
Le château, qui date du XVIIe siècle, a été restauré au XVIIIe siècle. La construction se compose d'un logis principal avec un rez-de-chaussée, deux étages et un étage de combles et de deux pavillons en saillie séparés du logis par une travée. La façade orientale comporte un avant-corps central de trois travées surmonté d'un fronton triangulaire et précédé par un escalier monumental.
Parmi les dépendances, on trouve un cloître, au sud du château.
Le château de Saint-Trys, propriété privée, est inscrit monument historique depuis le 7 octobre 1975 pour ses toitures et ses façades et classé pour le décor des pièces du rez-de-chaussée et du premier étage.

## Parc et jardins
Le parc, créé par l'architecte paysagiste Jean-Marie Morel (1728 - 1810) s'étend sur 30 hectares. Il en subsiste deux plans originaux, datés de 1806 et 1807.